# Lårbenshuvud

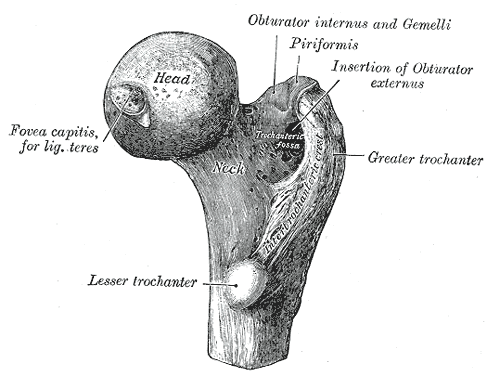
Höger lårbens övre extremitet sedd bakifrån och något ovanifrån.
Illustration: Gray's Anatomy, 1918. (PD)

Lårbenshuvud (latin: caput femoris) är, i människans anatomi, lårbenets (os femoris) proximala ledkula som ingår i höftleden (articulatio coxae) tillsammans med höftbenets (os coxae) ledpanna höftledsgropen (acetabulum).
Lårbenshuvudet är format som ett halvklot och riktat uppåt, medialt och något framåt med den konvexa ytan riktad uppåt och framåt. Ytan är slät och täckt av ledbrosk utom vid en äggformad fördjupning, fovea capitis femoris, nedtill på ledhuvudets baksida där lig. capitis femoris fäster.
Lårbenshuvudet sitter på lårbenshalsen (collum femoris) som har stor betydelse för huvudets funktion vid rörelser i höftleden.
Vid cervikala femurfrakturer (fraktur av lårbenshalsen) kan caputnekros eller pseudoartros uppstå till följd av kärlskada.